# Тектонічна брекчія
Тектонічна брекчія — роздроблена гірська порода, яка складається з кутастих уламків зцементованих більш дрібним матеріалом і пов'язана з формуванням тектонічних розривів. Т.б. виникають при русі уздовж площини розривного порушення, а також при складкоутворенні. Пов'язані з розривними порушеннями, зустрічаються уздовж площин насувів, зсувів, скидів і підкидів, іноді є наслідком тертя окремих блоків, що переміщаються (звідси термін «брекчії тертя»). Розміри уламків коливаються від мікроскопічних до величезних брил у десятки й сотні м. Простір між уламками звичайно заповнений частинками тих же, але більш дрібно роздроблених порід або жильним матеріалом. Товщина шару брекчієвих порід залежить від їхнього складу, величини зсуву по розриву й глибини дислокації від поверхні землі. Т.б. при складкоутворенні виникають у результаті пошарового переміщення й роздроблення речовини. Утворення Т.б. приурочене до приповерхневої зони земної кори. У деяких альпійських насувах потужність Т.б. досягає декількох сотень м. Характерне перемішування уламків алохтону й автохтону, деяка їх обкатаність і часто груба орієнтованість у напрямку руху. У Т.б. скидів уламки більш кутасті й звичайно розташовані безладно. Крім того в них часто присутній привнесений матеріал, що заповнює тріщини й проміжки між уламками. Син. — брекчія дислокаційна, брекчія тертя.